# Richard Würpel
Richard Würpel (* 10. Februar 1903 in Barby; † 2. Mai 1987 in Andernach) war ein deutscher Maler und Kunsterzieher.

## Leben
Würpel ging an die Seminarübungsschule von 1909 bis 1917, dann besuchte er das Lehrerseminar in Barby. Er studierte Malerei an der Kunsthochschule Berlin 1924–26 und Kunstgeschichte an der Friedrich-Wilhelms-Universität zu Berlin. Nach der Prüfung im Fach Kunsterziehung trat er in den Schuldienst in Barby und an eine Oberrealschule. Später studierte er an der Staatlichen Akademie für graphische Künste und Buchgewerbe. Als Dozent mit Lehrauftrag für Kunsterziehung kam er ab 1935 an die Hochschule für Lehrerbildung in Elbing. In jenen Jahren beteiligte er sich an Kunstausstellungen in Elbing und der Freien Stadt Danzig sowie in Königsberg, Breslau und München. Würpel war 1942, 1943 und 1944 auf der Großen Deutschen Kunstausstellung in München mit sechs Aquarellen vertreten, die dem Kunstinteresse und -geschmack der Nazis entsprachen. Davon erwarb 1942 Arthur Greiser „Ostpreußische Landschaft“ und 1944 Karl Brandt „Ostpreußisches Bauernhaus“.
Im Zweiten Weltkrieg wurde er zur Wehrmacht eingezogen. Die Flucht und Vertreibung Deutscher aus Mittel- und Osteuropa 1945–1950 verschlug ihn nach Westdeutschland.  1955 erhielt er einen Lehrauftrag für Bildende Kunst an der Pädagogischen Hochschule der Pfalz in Kaiserslautern. Als Professor amtierte er bis 1969. Zu seinem 80. Geburtstag richtete das Museum Pfalzgalerie Kaiserslautern eine Ausstellung zu seinem Leben und Werk aus.

## Werke
- Die Plastik der Johanniskirche zu Barby. Barby 1933.
- Der Gödnitzer Schnitzaltar. Barby 1934.
- Wissenschaft und Menschenbildung. Weinheim 1962.
- Bildnerisches Schaffen und darstellendes Spiel. Berlin 1968.